# Crnovce
Crnovce (cyr. Црновце) – wieś w Serbii, w okręgu pczyńskim, w gminie Trgovište. W 2011 roku liczyła 92 mieszkańców.